# Klubi Sportiv Besëlidhja
Il Klubi Sportiv Besëlidhja, meglio noto come KS Besëlidhja, è una società calcistica albanese con sede ad Alessio. Fondato il 17 novembre 1930, milita nella Kategoria e Dytë, la terza serie del campionato albanese.

## Storia
Il Klubi Sportiv Besëlidhja è stato fondato il 17 novembre 1930. Il club ha debuttato per la prima volta nella Kategoria Superiore nella stagione del 1937-1938. Il Besëlidhja ha vinto 8 volte il campionato della Kategoria e Parë, ma mai nel campionato maggiore, la migliore posizione mai raggiunta nella Kategoria Superiore è stato il 5°.

## Cronistoria
- 1930 - Fondato come Bardhyli Lezhë
- 1937 - Prima partecipazione alla Kategoria e Parë
- 1949 - Rinominato SK Lezhë
- 1951 - Rinominato Puna Lezhë
- 1958 - Rinominato Fitorja Lezhë
- 1970 - Rinominato KS Besëlidhja

## Stadio

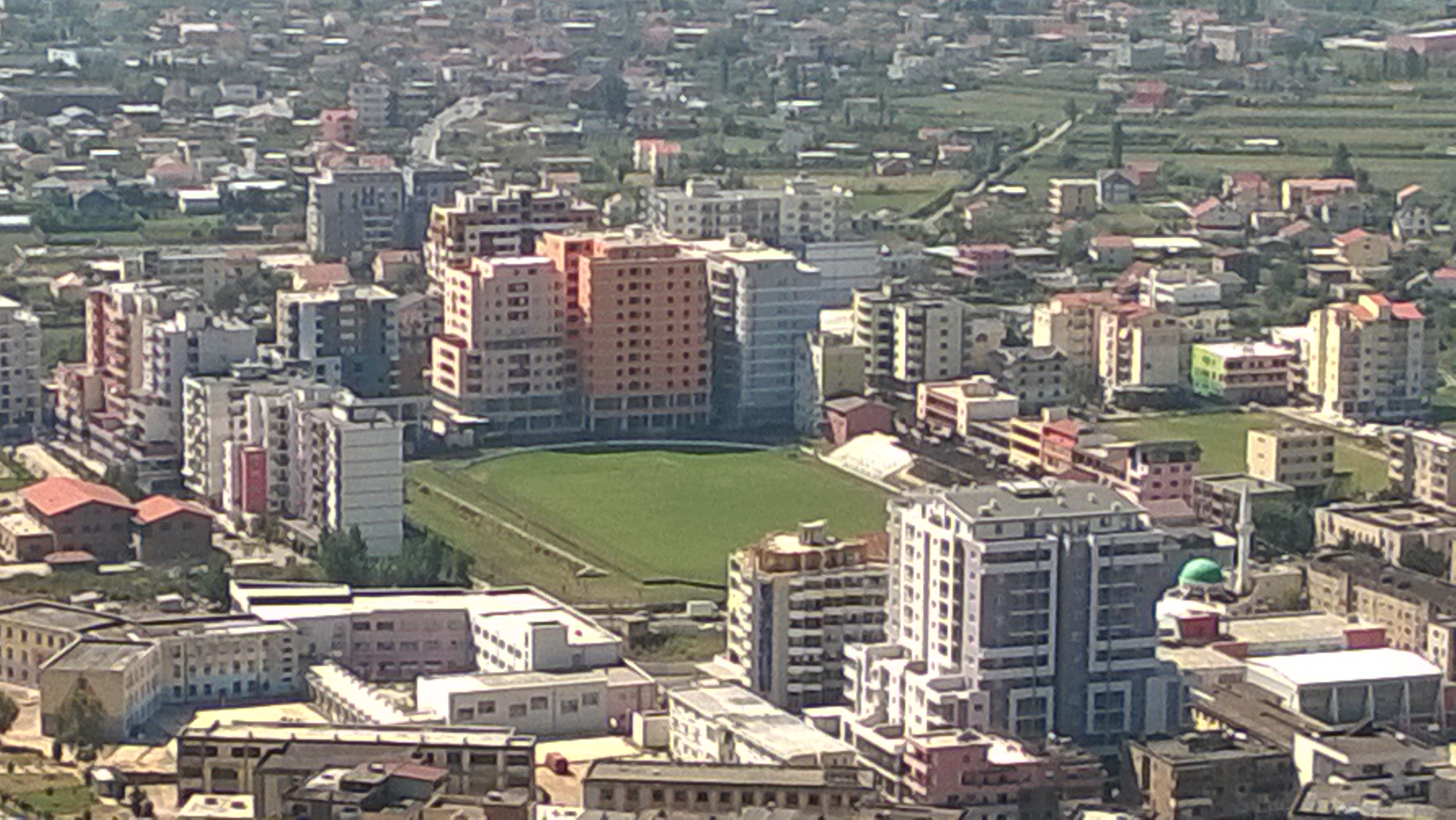
Lo Stadio Besëlidhja visto dall'alto.

## Palmarès

### Competizioni nazionali
- Kategoria e Parë: 8

1935-1936, 1969-1970, 1977-1978, 1979-1980, 1983-1984, 1986-1987, 1992-1993, 1999-2000

### Altri piazzamenti
- Coppa d'Albania:

Semifinalista: 1974-1975, 1988-1989, 2016-2017
- Kategoria e Parë:

Secondo posto: 1929-1930, 1969-1970, 1971-1972, 1976-1977, 2006-2007

## Organico

### Rosa 2016-2017
Aggiornata al 1º luglio 2016.
| N. |                       | Ruolo | Calciatore               |
| -- | --------------------- | ----- | ------------------------ |
| 2  | Albania (bandiera)    | D     | Dritan Smajli (capitano) |
| 3  | Albania (bandiera)    | D     | Arsen Sykaj              |
| 4  | Albania (bandiera)    | D     | Klodian Samina           |
| 5  | Albania (bandiera)    | D     | Saimir Kastrati          |
| 6  | Albania (bandiera)    | D     | Klejdi Dibra             |
| 7  | Portogallo (bandiera) | A     | Carlos Djaló             |
| 8  | Albania (bandiera)    | C     | Luigj Meshkalla          |
| 9  | Serbia (bandiera)     | A     | Kosta Bajić              |
| 10 | Albania (bandiera)    | D     | Vahedin Pepaj            |
| 11 | Albania (bandiera)    | A     | Bledar Marashi           |
| 12 | Albania (bandiera)    | P     | Fabiol Rexhepi           |

| N. |                               | Ruolo | Calciatore         |
| -- | ----------------------------- | ----- | ------------------ |
| 14 | Serbia (bandiera)             | C     | Nebojša Vukmirović |
| 15 | Macedonia del Nord (bandiera) | A     | Ertan Hasan        |
| 16 | Albania (bandiera)            | C     | Sajmir Gjokeja     |
| 17 | Albania (bandiera)            | D     | Arbër Shytani      |
| 19 | Albania (bandiera)            | D     | Rudolf Turkaj      |
| 21 | Albania (bandiera)            | C     | Arsen Hajdari      |
| 22 | Guinea (bandiera)             | C     | Sekou Camara       |
| 23 | Albania (bandiera)            | A     | Arlind Ferhati     |
| 24 | Guinea (bandiera)             | D     | Lancinet Sidibe    |
| 90 | Albania (bandiera)            | P     | Elson Demi         |
|    | Senegal (bandiera)            | C     | Diop               |

## Staff tecnico
- Allenatore:  Alban Bruka